# Cava (Lleida)
Cava település Spanyolországban, Lleida tartományban. Cava Alàs i Cerc, Arsèguel, El Pont de Bar, Montellà i Martinet, Josa i Tuixén és La Vansa i Fórnols községekkel határos. Lakosainak száma 39 fő (2024).

## Népesség
A település népessége az utóbbi években az alábbiak szerint változott:
| Lakosok száma | 197  | 340  | 270  | 193  | 50   | 58   | 50   | 60   | 47   | 39   |
|               | 1717 | 1887 | 1936 | 1960 | 1986 | 2004 | 2009 | 2014 | 2019 | 2024 |